# Jolin Am
Jolin Am (mongolsko Ёлын Ам, »dolina brkatega sera«) je globoka in ozka soteska v gorovju Gurvan Sajhan na jugu Mongolije. Dolina je dobila ime po brkatem seru, ki se imenuje v mongolščini Jol. Brkati ser je ujeda iz družine jastrebov, zato je ime pogosto prevedeno tudi v »Dolina jastrebov« ali »Dolina orlov«. 
Dolina se nahaja v Narodnem parku Gobi Gurvansajhan. 
Jolin Am je v delu gorovja Gurvan Sajhan, ki se imenuje Zuun Sajhanii Nuruu (Vzhodna lepotica). Območje, ki je del puščave Gobi, je deležno le malo padavin. Vseeno je Jolin Am znana po globokem polju ledu. Led doseže do konca zime debelino več metrov in je nekaj kilometrov dolgo. V preteklosti se je led obdržal vse leto, vendar se zadnje čase umakne do septembra.